# Corridoio Baltico-Adriatico
Il corridoio Baltico-Adriatico è il primo dei nove assi prioritari del sistema di reti transeuropee dei trasporti (TEN-T); inizia sul Mar Baltico, in Polonia, dai porti di Danzica e Stettino e arriva sul Mare Adriatico, terminando nel porto sloveno di Capodistria e nei porti italiani di Trieste, di Venezia, di Ravenna e di Ancona.
Lungo il suo percorso, il corridorio Baltico-Adriatico attraversa cinque nazioni europee: Polonia, Repubblica Ceca, Slovacchia, Austria ed Italia. 

## Percorso
Il Corridoio Baltico-Adriatico non è costituito da un unico itinerario in tutto il percorso: in alcuni tratti comprende un itinerario orientale, che parte da Danzica e termina a Trieste, e uno occidentale, che parte da Stettino e termina ad Ancona.
Porti
Sul Mar Baltico

 Polonia: porto di Stettino-Świnoujście, porto di Danzica-Gdynia

Sul Mare Adriatico

 Croazia: porto di Fiume

 Slovenia: porto di Capodistria

 Italia: porto di Trieste - porto di Venezia - porto di Ravenna - porto di Ancona
Città
 Polonia
- itinerario orientale: Danzica - Varsavia - Katowice;
- itinerario occidentale: Stettino - Poznań - Breslavia;

 Slovacchia
- itinerario orientale: Žilina - Bratislava

 Rep. Ceca
- itinerario occidentale: Ostrava - Brno

 Austria
- itinerario unico: Vienna - Graz - Klagenfurt;

 Slovenia
- itinerario orientale: Lubiana - Capodistria

 Italia
- itinerario orientale: Trieste
- itinerario occidentale: Udine - Venezia - Bologna - Ravenna - Ancona